# 2017 في بيرو
فيما يلي قوائم الأحداث التي وقعت خلال عام 2017 في بيرو.

## سياسة

### انتهاء فترة المنصب
- 22 مايو – مارتن فيزكارا Minister of Transportation and Communications  [لغات أخرى]‏.

## رياضة
- 1 يناير – الدوري البيروفي لكرة القدم 2017 الفائز أليانزا ليما.
- 1 يناير – بيرو في بطولة العالم للألعاب المائية 2017
- 1 يناير – دوري الدرجة الثانية البيروفي 2017 الفائز سبورت بويز.
- 1 يناير – كوبا بيرو 2017 الفائز Deportivo Binacional FC [الإنجليزية]‏.

## وفيات

### أبريل
- 7 أبريل – جوانا هامان (مواليد 1954) فنانة بيروفية.